# Lessard-en-Bresse
Lessard-en-Bresse is een gemeente in het Franse departement Saône-et-Loire (regio Bourgogne-Franche-Comté) en telt 425 inwoners (1999). De plaats maakt deel uit van het arrondissement Chalon-sur-Saône.

## Geografie
De oppervlakte van Lessard-en-Bresse bedraagt 8,2 km², de bevolkingsdichtheid is 51,8 inwoners per km².
De onderstaande kaart toont de ligging van Lessard-en-Bresse met de belangrijkste infrastructuur en aangrenzende gemeenten.

## Demografie
Onderstaande figuur toont het verloop van het inwonertal (bron: INSEE-tellingen).